# قلة العدلات
قلة العدلات (بالإنجليزية: Neutropenia)‏ أو نقص الخلايا المتعادلة، هي تركيز منخفض بشكل غير طبيعي من العدلات (نوع من خلايا الدم البيضاء) في الدم. تشكل العدلات غالبية خلايا الدم البيضاء المتداولة وتعمل كدفاع أساسي ضد العدوى عن طريق تدمير البكتيريا، الشظايا البكتيرية، والفيروسات المرتبطة بالغلوبولين المناعي في الدم. وبالتالي، فالمرضى الذين يعانون من قلة العدلات يكونون أكثر عرضة للالتهابات البكتيرية، ودون عناية طبية فورية، قد تصبح حالة تهدد الحياة الإنسان بسبب قلة العدلات.
يمكن تقسيم قلة العدلات إلى خلقية ومكتسبة، مع قلة العدلات الخلقي الشديد (SCN) وقلة العدلات الدورية (CyN) التي تكون مهيمنة جسمية وتسببها في الغالب طفرات غير متغايرة في جين ELANE. يمكن أن تكون قلة العدلات حادة (مؤقتة) أو مزمنة (طويلة الأمد). يستخدم هذا المصطلح أحيانا بالتبادل مع "قلة الكريات البيض". يمكن اعتبار الحالة مزمنة إذا استمرت على الأقل لفترة أطول من ثلاثة أشهر.
يرتبط انخفاض إنتاج العدلات في نقص فيتامين بي12 والفولات، فقر الدم اللاتنسجي، الأورام، الأدوية، أمراض التمثيل الغذائي، نقص المغذيات، واليات المناعة. بشكل عام، تشمل المظاهر الفموية الأكثر شيوعا لقلة العدلات القرحة، والتهاب اللثة.

## العلامات والأعراض
تشمل علامات وأعراض قلة العدلات الحمى، البلع المؤلم، ألم اللثة، خراجات الجلد، والتهاب الأذن الوسطى. قد توجد هذه الأعراض لأن الأفراد الذين يعانون من قلة العدلات غالبا ما يكون لديهم عدوى.
قد يظهر على الأطفال علامات التهيج وقلة التغذية. كما لوحظ انخفاض ضغط الدم لدى الأفراد الذين يعانون من هذه الحالة.

## التشخيص
يمكن أن يكون قلة العدلات نتيجة لمجموعة متنوعة من العواقب، بما في ذلك تناول أنواع معينة من الأدوية، التعرض للسموم البيئية، نقص الفيتامينات، والتشوهات الأيضية، وكذلك السرطان أو الالتهابات الفيروسية أو البكتيرية. قلة العدلات نفسها هي كيان نادر، ولكن يمكن أن تكون شائعة سريريا في علم الأورام والأفراد الذين يعانون من نقص المناعة نتيجة للعلاج الكيميائي (قلة العدلات الناجمة عن الأدوية). بالإضافة إلى ذلك، يمكن رؤية قلة العدلات الحادة بشكل شائع من الأشخاص الذين يتعافون من عدوى فيروسية أو في حالة ما بعد الفيروس. وفي الوقت نفسه، توجد عدة أنواع فرعية من قلة العدلات أكثر ندرة ومزمنة، بما في ذلك قلة العدلات المكتسبة (مجهول السبب)، قلة العدلات الدورية، قلة العدلات المناعية الذاتية، وقلة العدلات الخلقية.
يتم تشخيص قلة العدلات عن طريق الكشف عن انخفاض عدد العدلات على تعداد الدم الكامل. بشكل عام، هناك حاجة إلى تحقيقات أخرى للوصول إلى التشخيص الصحيح. عندما يكون التشخيص غير مؤكد، أو يشتبه في أسباب خطيرة، قد تكون خزعة نخاع العظام ضرورية. التحقيقات الأخرى التي يتم إجراؤها عادة: عدد العدلات التسلسلية لنقص العدلات الدوري المشتبه به، اختبارات الأجسام المضادة المضادة للعدلات، فحص الأجسام المضادة الذاتية (والتحقيقات المتعلقة بالذئبة الحمامية الجهازية)، وفحوصات فيتامين بي12 وحمض الفوليك.

### التصنيف
النطاق المرجعي المقبول عموما لعدد العدلات المطلق (ANC) لدى البالغين هو 1500 إلى 8000 خلية لكل ميكرولتر (µl) من الدم. يتم استخدام ثلاثة إرشادات عامة لتصنيف شدة قلة العدلات استنادا إلى ANC (المعبر عنها أدناه في الخلايا / µl):
- قلة العدلات الخفيفة (1000 <=ANC <1500) -- الحد الأدنى من خطر العدوى
- قلة العدلات المتوسطة (500 <= ANC <1000) -- خطورة متوسطة للإصابة بالعدوى
- قلة العدلات الشديدة (ANC <500) -- خطورة شديدة للإصاة بالعدوى.

## الأسباب
يمكن تقسيم أسباب قلة العدلات بين المشاكل العابرة وتلك المزمنة. يمكن تقسيم الأسباب إلى هذه المجموعات:
- انخفض الإنتاج في نقي العظم:
  - فقر الدم اللاتنسجي
  - السرطان، خاصة سرطان الدم
  - بعض الأدوية
  - اضطرابات جينية (على سبيل المثال قلة العدلات الخلقي، قلة العدلات الدوري)
  - ذئبة حمامية شاملة
  - عدوى فيروس نقص المناعة البشرية/الإيدز
  - الإشعاع
  - نقص فيتامين بي12[11]
  - نقص حمض الفوليك
  - نقص النحاس[12]
  - داء اختزان الغلايكوجين
  - متلازمة إيفانز
  - متلازمة كوهين[13]
  - متلازمة فلتي
  - متلازمة بارث
  - متلازمة بيرسون
- زيادة تدمير العدلات:
  - قلة العدلات المتعلقة بالمناعة الذاتية
  - العلاج الكيميائي، كما في حالات السرطان وأمراض المناعة الذاتية
- التهميش والفصل:
  - غسيل الكلى

غالبا ما يكون هناك قلة العدلات الخفيفة الالتهابات الفيروسية. يمكن أن تؤدي العدوى البكتيرية الشديدة، خاصة في الأشخاص الذين يعانون من أمراض الدم الكامنة أو إدمان الكحول، إلى استنزاف احتياطيات العدلات وتؤدي إلى قلة العدلات.

## العلاج
لا يوجد علاج مثالي لقلة العدلات، ولكن هرمون المخلق جي - سي إس إف (عامل تحفيز مستعمرة الكريات البيضاء) يمكن أن يكون فعالا في مرضى العلاج الكيميائي، ولدى المرضى الذين يعانون من الأنواع الخلقية من قلة العدلات بما في ذلك: قلة العدلات الخلقي الشديد، متلازمة كوستمانز المتعلقة بالصبغية الجسدية المتنحية، وقلة العدلات الدوري، ومرض myelokathexis.

## التاريخ
العلاقة بين عدد العدلات المنخفض وزيادة خطر الإصابة ظهرت لأول مرة في المرضى الذين يعانون من اللوكيميا. 